# Sofía Osío
Sofía Osío Luna (Barranquilla, 27 de mayo de 2000) es una profesional en marketing y comunicación de moda, modelo y reina de belleza colombiana, elegida Señorita Colombia 2022, en representación del departamento de Atlántico. Al convertirse en la ganadora de la 69.a edición del Concurso Nacional de Belleza, obtuvo el compromiso de trabajar, durante dos años, en beneficio de numerosas obras sociales en su país y el derecho de representar a Colombia en Miss Internacional 2023.

## Biografía
Sofía Osío nació en Barranquilla el 27 de mayo del año 2000. Es hija de Alejandro Osío y Susana Luna, y tiene tres hermanos. Cursó estudios de bachillerato en el Colegio Hebreo Unión, una institución bilingüe localizada en su ciudad de origen, mientras que su posterior formación académica tuvo lugar en el Istituto Europeo di Design, ubicado en Barcelona, España, donde se graduó como profesional en marketing y comunicación de moda. Además de su idioma natal, habla fluidamente inglés. Desde muy joven, se ha desempeñado como modelo para distintas marcas a nivel nacional.

## Participación en concursos de belleza

### Señorita Colombia 2022
La trayectoria de Sofía Osío en los concursos de belleza inició en junio de 2022, cuando fue decretada como la nueva Señorita Atlántico rumbo a la siguiente edición del Concurso Nacional de Belleza, que sería llevada a cabo durante el mes de noviembre del mismo año. En la competencia, destacó como una de las candidatas más opcionadas a obtener el título de Señorita Colombia, el cual ostentaba, en ese momento, la bolivarense Valentina Espinosa. Su desempeño durante el transcurso de la concentración permitió que, en la noche final, se convirtiera en la reina de los colombianos, brindándole al departamento de Atlántico su duodécimo triunfo en la historia del certamen, distinción que no obtenía desde la participación de Paulina Vega en 2013.

### Miss Internacional 2023
Entre sus compromisos como reina de los colombianos, se encontraba establecida su participación en el certamen Miss Internacional 2023, por lo que viajó a Japón para representar a su país en el mes de octubre de 2023, en este certamen logró el puesto de primera finalista.